# Federació Catalana de Natació
La Federació Catalana de Natació és l'organisme rector que ordena, impulsa i dirigeix tota l'activitat esportiva de la natació a Catalunya. Forma part de la Unió de Federacions Esportives de Catalunya.

## Història
El 25 de febrer de 1921 es va fundar la federació amb el nom de Federació Catalana de Natació Amateur, en una assemblea celebrada en el Centre Autonomista de Dependents del Comerç i de la Indústria. El Club Natació Barcelona, que juntament amb el Club Natació Atlètic i el Club Natació Sabadell dominaven la natació catalana, i la primera presidència va ser atorgada a Jaume Mestres i Fossas. A la nova federació s'hi van adherir sis clubs més: Club Natació Mataró, Club Natació Pop de Badalona, Centre d'Esports de Lleida, i els barcelonins Ateneu Enciclopèdic Popular, Club de Mar i Club Natació els XX.
La natació, que Bernat Picornell havia ajudat a popularitzar en fundar el 10 de novembre de 1907 el Club Natació Barcelona, del qual va ser el primer president, era ja un esport arrelat a Catalunya, on es practicava des de principis del segle xx. El nou club va néixer al Gimnàs Solé del carrer Montjuïc del Carme, el mateix on s'havia fundat el FC Barcelona, dos mesos després que la platja dels Banys Orientals de la Barceloneta acollís el primer Campionat d'Espanya i on el 12 de juliol de 1908 es va jugar el primer partit de waterpolo a l'estat espanyol.
El desenvolupament de la natació va ser força ràpid i aviat van néixer competicions com la centenària Copa de Nadal al port de Barcelona i clubs com el CN Atlètic (1913) o el CN Sabadell (1916), que el 23 de juny de 1923 va inaugurar la primera piscina de 25 metres de l'estat espanyol apta per competir. Aquell mateix any van néixer els Campionats de Catalunya sota l'organització del CN Atlètic, que s'afegien als d'Espanya que organitzava el CN Barcelona, amb molts clubs i competicions en marxa, el CN Barcelona va liderar una campanya perquè els seus nedadors i waterpolistes, que ho guanyaven gairebé tot, poguessin anar als Jocs Olímpics d'Anvers de 1920, però com que la Federació Internacional va exigir que els esportistes havien de participar sota el paraigua d'una federació estatal, el 19 d'abril de 1920 es va constituir la Federació Espanyola. L'entusiasme que va generar la participació de nedadors, saltadors i waterpolistes catalans als Jocs d'Anvers va propiciar el naixement de la Federació Catalana, que es va convertir en el motor de la natació estatal. Durant dècades, en tots els Jocs Olímpics en els quals Espanya va participar, els nedadors catalans eren majoria.
La seu de la Federació Catalana va estar ubicada en els locals del CN Barcelona fins que el gener de 1953, se'n va inaugurar una de pròpia a la Ronda Universitat. En aquella època la natació havia experimentat un gran creixement a Catalunya, havien sorgit nous clubs s'havien creat competicions com les Travessies al Port de Barcelona i a l'Estany de Banyoles i s'havien inaugurat piscines com la del CN Barcelona el 1924, la primera coberta que va existir a l'estat espanyol, o la Municipal de Montjuïc el 1929. El 1922 es constituí el Col·legi Català d'Àrbitres i Oficials de Natació, i gràcies a les campanyes federatives per a la construcció de noves piscines es van incorporar clubs a localitats com Sallent, Martorell, Manresa o Igualada, i Catalunya mantingué l'hegemonia en l'àmbit estatal fins a la Guerra Civil.
La natació va ser declarada d'interès nacional per part de la Delegación Nacional de Deportes el gener de 1956 a proposta del Comitè Pro-Natació de la Federació Catalana, creat tres anys abans. La pràctica d'aquest esport es va popularitzar encara molt més i es van aconseguir més èxits esportius, com el subcampionat d'Europa de Miquel Torres en 1.500 metres lliures el 1962, les finals olímpiques de Santiago Esteva i Mari Pau Corominas als Jocs Olímpics de Mèxic el 1968 i noves inauguracions de piscines com la Piscina Sant Jordi de Barcelona el 1966, la primera coberta de 50 metres que hi va haver a l'estat espanyol, o les piscines Picornell el 1969, que l'any següent acollirien els Campionats d'Europa de natació, salts i waterpolo. A més un nou pla de piscines impulsat als anys seixanta per la Diputació de Barcelona, inicià una època d'èxits que culmina amb l'organització dels Campionats d'Europa el 1970.
En els anys setanta la federació es va mantenir unida malgrat que les autoritats esportives del país volien dividir-la en provincials, com van fer en altres esports, i en els vuitanta van arribar més èxits, com la copa d'Europa de waterpolo, que va guanyar el CN Barcelona el 1981 o la medalla de bronze en 200 metres braça de Sergi López als Jocs Olímpics de Seül el 1988.
Els Jocs Olímpics de Barcelona el 1992, van propiciar la remodelació de les piscines Picornell i la municipal de Montjuïc, i l'èxit del waterpolo estatal, que va guanyar la medalla d'argent amb una selecció liderada per Manel Estiarte, formada gairebé íntegrament per catalans, o la del CN Catalunya, segon club català en guanyar la Copa d'Europa, van marcar la dècada dels noranta. A partir del 2000 la natació catalana ha arribat a tenir esportistes de totes les disciplines que aconseguien medalles olímpiques, mundials i europees. La federació regeix la pràctica de la natació en totes les seves modalitats: natació,aigües obertes, natació sincronitzada, salts i waterpolo.

## Presidents

### Jaume Mestres i Fossas(1921-1922)
Va ser el primer president de la Federació Catalana de Natació quan aquesta es va constituir el 1921. L'abril de 1920 ja havia estat el primer president de la Federació Espanyola, va representar el Club Natació Barcelona, entitat en la qual va recaure la presidència del Consell Directiu elegit aquell dia.

### Nemesi Ponsati Solà(1922-1923)
Va prendre contacte amb la natació el 1916, quan es va fer soci del CN Barcelona on va començar a jugar a waterpolo. El 1922 va ser elegit president i va treballar en el procés de creació de la Confederació Esportiva de Catalunya i col·laborar en la frustrada candidatura de Barcelona a l'organització dels Jocs Olímpics de 1924. Entre 1930 i 1931 va ser president del Col·legi Català d'Àrbitres i entre desembre de 1940 i gener de 1943 va arribar a presidir el CN Barcelona.

### Joaquim Rosich Rubiera(1923-1927 i 1933-1939)
Nedador i jugador de l'equip de waterpolo del CN Barcelona, va ser presidents en dues etapes. Com a representant del CN Barcelona, va ser elegit per primera vegada el mes d'agost de 1923 i va romandre quatre anys en el càrrec i, després de passar-hi tres presidents més, va ser-ho per segona vegada entre 1933 i 1939. Va ser, per tant, el darrer president de la Federació Catalana abans de la dictadura de Franco, així com el de la Federació Espanyola, ja que el setembre de 1937, en plena Guerra Civil, va ser elegit per regir la natació espanyola en la zona republicana.

### Francesc de Sales Gibert Riera(1927-1929)
Jugador de waterpolo, entrenador, directiu i periodista. Va presidir la federació entre el juliol de 1927 i el novembre de 1929, el mateix any en què es va inaugurar la piscina municipal de Montjuïc, per a la qual tant va lluitar fins a aconseguir que l'ajuntament barceloní la construís. Va crear, l'any 1924 a les instal·lacions del CN Barcelona, la primera escola infantil de natació i waterpolo que va existir a Espanya, va entrenar la selecció estatal de waterpolo (1927-1928) i l'equip del CN Barcelona (1944-1945). També va ser vicepresident del CN Barcelona entre 1920 i 1927 i ja en els anys cinquanta, va ocupar també la vicepresidència de les dues entitats: la del Natació (1951-1955) i la de la federació (1955-1960).

### Manuel Basté Duran(1929-1933 i 1948-1950)
Soci i directiu del CN Barcelona, jugador de waterpolo i integrant de l'equip que va representar Espanya als Jocs de París 1924. Va ser president en dues etapes, la primera entre el novembre de 1929 i el gener de 1933 i la segona entre el gener de 1948 i l'abril de 1950. Entremig, va formar part de la junta directiva com a tresorer i vicepresident. El 1932 va ser elegit regidor de l'Ajuntament de Barcelona per la Lliga Regionalista i va lluitar per la implantació de l'educació física a les escoles primàries i va ser un dels responsables de la creació de les colònies escolars que van tenir lloc al CN Barcelona i l'Escola del Mar. A més de practicar la natació i el waterpolo, també va ser àrbitre i jutge.

### Tomàs Palmada Arumí (1933)
Membre de la junta del Club Natació Atlètic, va mostrar un gran interès en les activitats dels més joves i l'any 1930 va posar en marxa, a la piscina municipal de Montjuïc, el primer festival infantil de natació que es va celebrar a Espanya. L'èxit d'aquell festival el va portar el 1931 a la presidència de l'Atlètic i va posar les bases del Campionat de Catalunya infantil que el club va començar a organitzar el 1932. La seva presidència va ser efímera, ja que va morir sobtadament vint-i-tres dies després de ser escollit, el 13 de febrer de 1933, i no va poder arribar a prendre possessió del seu càrrec. També havia estat tresorer de la Federació Espanyola de Natació i vicepresident de la Federació Catalana de Boxa (1931).

### Antoni Vila Mayans (1939-1940)
Practicant de la natació, les curses atlètiques i el tir en la seva joventut, era soci del CN Barcelona, a la junta directiva del qual va entrar a mitjan desembre de 1926, en qualitat de vocal. Va ser nomenat delegat provisional per a la natació i el waterpolo a Catalunya quan al principi d'abril de 1939 va acabar la Guerra Civil, i va ser ratificat poc després per les autoritats franquistes com a nou president de la Federació Catalana de Natació. La seva gestió va anar encaminada a reorganitzar la vida dels clubs i les competicions d'aquest esport, que havien quedat pràcticament aturades durant la Guerra Civil.

### Marià Trigo Serrano(1940-1943)
Ocupà la presidència durant tres anys. Jugador internacional de waterpolo, va començar a fer tasques directives quan va entrar al Comitè Tècnic de Waterpolo del CN Barcelona, entitat de la qual era soci.

### Lluís Santacana Faralt(1943-1948)
Nedador, jugador de waterpolo i destacat dirigent del CN Barcelonava ser president entre 1943 i 1948 i també secretari de la Federació Espanyola. Va entrar a la federació com comissari de propaganda sota la presidència de Manuel Basté. Durant el seu mandat es va posar en marxa el butlletí informatiu que coordinava i van néixer algunes competicions tan emblemàtiques com la Travessia de l'Estany de Banyoles. L'any 1966, la Federació Espanyola va instaurar un premi amb el seu nom, Trofeo Santacana, que s'atorgava al nedador que millor compaginés l'esport amb els estudis.

### Francesc Draper Molins(1950-1957)
Va arribar a la presidència sense cap experiència directiva en el món de la natació. Després dels difícils primers anys de la dictadura, en la seva etapa al capdavant de la federació va organitzar els Campionats d'Espanya de Natació a la piscina de Montjuïc, on la Federació Catalana va conquerir el títol estatal després de nou anys. Un any després, el 1951, l'equip del CN Barcelona, en representació d'Espanya, guanyava la medalla d'or a la primera edició dels Jocs del Mediterrani celebrats a Alexandria. Es va remodelar de la piscina de Montjuïc per als II Jocs del Mediterrani i la natació va ser declarada d'interès nacional per part de la Delegación Nacional de Deportes el gener de 1956 a proposta del Comitè Pro-Natació de la Federació Catalana, creat tres anys abans.

### Mateu Molleví Ribera(1957-1967)
Malgrat que entre 1958 i 1960 va compaginar el seu càrrec amb el de president de la Federació Catalana d'Esgrima, es va considerar sempre un home de la natació, la federació catalana de la qual va presidir durant una dècada (de 1957 a 1967). Durant els seus deu anys al capdavant de la federació, es van posar en marxa moltes iniciatives: es van fer les primeres edicions dels Campionats de Catalunya d'Hivern de Natació i els Absoluts de Sincronitzada (1958), es va inaugurar la piscina coberta del CN Sabadell (1959), es va crear el Col·legi Català d'Entrenadors (1961), i es va estrenar la piscina Sant Jordi. El seu mandat també va coincidir amb els èxits de Miquel Torres, subcampió d'Europa de 1.500 metres el 1962, Maria Ballester i Isabel Castañé, i el títol del CN Barcelona en la primera edició de la Lliga Nacional Espanyola de Waterpolo. Una vegada va deixar el càrrec va ser també vicepresident de la Federació Espanyola i membre del Comitè Organitzador de l'Europeu de Barcelona 1970

### Antoni Monés Giner(1967-1973)
Jugador de futbol, bàsquet i tennis en la seva joventut, va entrar a la junta directiva del CN Sabadell el 1952 i en va ser el president entre 1953 i 1961. El mateix any que va deixar la presidència del CN Sabadell es va convertir en vicepresident de la federació, i el 28 de febrer de 1967 en va ser elegit president. El 1969 va inaugurar les piscines Bernat Picornell, que haurien d'acollir l'Europeu de Barcelona 1970, saldat amb un important èxit organitzatiu i un gran bagatge esportiu per a la natació catalana, personalitzat en la figura del reusenc Santiago Esteva, guanyador de quatre medalles.

### Enric Corominas Vila(1973-1977)
En la seva joventut havia estat nedador, era soci del CN Barcelona, el CN Sabadell i el CN Banyoles i un habitual practicant de la vela. Durant els anys seixanta havia estat president del Club Nàutic Costa Brava, i el 2010 va ser elegit president del Reial Club Nàutic de Barcelona. Vicepresident en la junta directiva d'Antoni Monés, va accedir a la presidència el 15 de juny de 1973. El seu mandat es va caracteritzar pel no que la Federació Catalana va donar a les intencions de la Delegación Nacional de Educación Física y Deportes de dividir-la en quatre federacions provincials. L'any 1977, va ser vicepresident de la Federació Espanyola.

### David Moner Codina(1977-1981 i 1985-1995)
Nedador, jugador de waterpolo, entrenador i directiu del CN Banyoles durant la seva joventut, així com jugador de rugbi del BUC. Va entrar a la federació com a delegat a la província de Girona. Va promoure la construcció de setze piscines i va crear la Copa Pirineus i la Challenge David Moner, va posar en marxa l'any 1980 del Gran Premi Ciutat de Barcelona de Natació. El 17 de juliol de 1985 va tornar a ser elegit president i en aquesta etapa va crear centres de tecnificació per tot Catalunya, el 1987 la federació va estrenar una nova seu en un local propi, va afrontar la remodelació de la piscina Sant Jordi de Barcelona, la qual va tornar a entrar en funcionament el 29 de setembre de 1990.

### Joan Ballart Serra (1981-1985)
Vinculat des de dotze anys al CN Montjuïc, on va començar a practicar la natació, en va ser estat la de delegat esportiu el 1953, i poc després va passar a ser president de la Comissió Esportiva, el 1972 en va ser elegit president fins al 1981. Va accedir a la presidència de la federació el 28 d'octubre de 1981.

### Lluis Bestit Carcasona(1995-2008)
Nedador i jugador de waterpolo, va accedir a la presidència quan va dimitir David Moner i posteriorment va ser reelegit en dues ocasions. En la seva llarga etapa de dirigent, també va ser vicepresident de la Federació Espanyola i membre dels Comitès Tècnics de Waterpolo de la LEN (Lliga Europea de Natació) i de la Federació Internacional.

### Enric Bertrán Campañá(2008-)
Nedador i waterpolista del Club Natació Montjuïc va ser internacional juvenil, júnior i absolut en waterpolo. Va accedir al càrrec de president com a candidat únic i sense necessitat d'eleccions, el 9 de desembre de 2008, substituint en el càrrec Lluís Bestit. Abans d'accedir a la presidència de la federació va ser vicepresident entre 1998 i 2007, durant el mandat de Bestit. també va ser membre de l'Assemblea de la Reial Federació Espanyola de Natació com a representant de l'estament d'esportistes (de 1984 a 1988), va formar part de la Junta Directiva del CN Montjuïc de 1986 a 1990, va ser vicepresident de la Divisió de Waterpolo de la Federació Espanyola de 1986 a 2004 i president del Comitè d'Apel·lació de la Federació Catalana des de 1995. Bertrán és membre de la Junta Directiva de la Unió de Federacions Esportives de Catalunya des del 2009, essent vicepresident des del 2013. En les darreres eleccions a la presidència de la RFEN (2016) Enric Bertrán és el vicepresident primer de l'entitat. En aquesta nova etapa 2016 - 2020 Enric Bertrán també forma part de la Comissió Legal de la Federació Europea de Natació (LEN). Durant el seu mandat com a President de la Federació Catalana de Natació s'ha celebrat el XV FINA Campionats del Món Barcelona 2013 i s'ha concedit el Campionat d'Europa de Waterpolo Barcelona 2018.